# 权善才
权善才（?—?），唐朝左威卫大将军。
一次，党项军攻兰州，州治内几乎没有唐军，众人大为恐慌，刺史崔知温开城门作无事状，党项军以为城内有伏兵，绕过兰州而行。权善才率救兵至，败党项。多数党项军投降，权善才想屠戮他们，但崔知温说这不妥还会导致暴变，劝止了。权善才感激崔知温的建议，想送他500降人，但崔知温拒绝了。党项余部因此来降。
上元三年（676年）九月初七，权善才和左监门中郎将范怀义误砍昭陵的柏树，大理寺将他们除去官籍；唐高宗命令将他们处死。大理丞狄仁杰上奏说：“这两人的罪行，不够处死。”唐高宗说：“权善才等砍昭陵柏树，我不杀他们，就不孝。”狄仁杰坚持自己的意见，唐高宗大怒，狄仁杰说：“依照法律不该处死的人，陛下特别指示要杀他，使法律不能取信于人，汉朝张释之对汉文帝说过：‘如国有人盗取高皇帝长陵一土，陛下怎样处分他？’现在如果因砍一柏树而杀两位将军，后代会将陛下看成什么样的君主？我是怕使陛下陷于无道之境，所以不执行处死他们的命令。”唐高宗将权善才、范怀义除籍流放岭南，提升狄仁杰为侍御史。